# آنا لارسون
آنا لارسون (بالسويدية: Anna Larsson)‏ هي منافسة ألعاب القوى سويدية، ولدت في 2 يناير 1922 في Nora mountain parish ‏ في السويد، وتوفي بنفس المكان في 14 يونيو 2003.

## وصلات خارجية
- آنا لارسون على موقع الاتحاد الدولي لألعاب القوى (الإنجليزية)